# Hypsosinga alboria
Hypsosinga alboria là một loài nhện trong họ Araneidae.
Loài này thuộc chi Hypsosinga. Hypsosinga alboria được miêu tả năm 1990 bởi Chang-Min Yin et al..